# Shirley Horn with Horns
Shirley Horn with Horns — третий студийный альбом американской певицы Ширли Хорн, выпущенный в 1963 году на лейбле Mercury Records. Продюсером альбома выступил Куинси Джонс.

## Список композиций
| №  | Название                       | Автор(ы)                                    | Длительность |
| -- | ------------------------------ | ------------------------------------------- | ------------ |
| 1. | «On the Street Where You Live» | Алан Джей Лернер, Фредерик Лоу              | 2:15         |
| 2. | «The Great City»               | Кёртис Льюис                                | 2:02         |
| 3. | «That Old Black Magic»         | Гарольд Арлен, Джонни Мерсер                | 2:33         |
| 4. | «Mack the Knife»               | Марк Бильцштейн, Бертольт Брехт, Курт Вайль | 3:00         |
| 5. | «Come Dance with Me»           | Сэмми Кан, Джимми Ван Хьюзен                | 2:13         |
| 6. | «Let Me Love You»              | Барт Ховард                                 | 3:04         |

| №                   | Название                                | Автор(ы)                       | Длительность |
| ------------------- | --------------------------------------- | ------------------------------ | ------------ |
| 1.                  | «After You’ve Gone»                     | Генри Кример, Тёрнер Лейтон    | 2:59         |
| 2.                  | «Wouldn’t It Be Loverly»                | Алан Джей Лернер, Фредерик Лоу | 3:39         |
| 3.                  | «Go Away Little Boy»                    | Джерри Гоффин, Кэрол Кинг      | 3:26         |
| 4.                  | «I’m in the Mood for Love»              | Дороти Филдс, Джимми Макхью    | 2:47         |
| 5.                  | «The Good Life"»                        | Саша Дистель, Джек Рирдон      | 3:14         |
| 6.                  | «In the Wee Small Hours of the Morning» | Боб Хиллард, Дэвид Манн        | 3:20         |
| Общая длительность: | Общая длительность:                     | Общая длительность:            | 35:00        |

## Участники записи
- Ширли Хорн — вокал
- Куинси Джонс — аранжировка (A4, B2), дирижёр, продюсер
- Билли Байерс[англ.] — аранжировка (A1, B1, B2, B4-B6)
- Тед Джонс — аранжировка (A2, B5)
- Дон Себески — аранжировка (A3, B3)